# Murueta
Murueta – gmina w Hiszpanii, w prowincji Biskaja, w Kraju Basków, o powierzchni 5,45 km². W 2011 roku gmina liczyła 302 mieszkańców.